# Alphonse Joseph Adhemar
Alphonse Joseph Adhemar (Paris, 1797 — 1862) foi um matemático francês.
Idealizou a hipótese da periodicidade dos períodos glaciares.

## Obras
- Révolutions de la mer. Déluges périodiques, Paris 1842, 3ª Ed. 1874
- Cours de mathématiques à l'usage de l'ingénieur civil, (Paris 1832-56, 14 volumes)
- Traité de géometrie descriptive, (Paris 1834, 3ª Ed. 1846)
- Traité de perspective linéaire, (Paris 1838, 3ª Ed. 1860, traduzido para o alemão por O.Möllinger, Solothurn 1845)
- Traité des ombres, (2ª Ed. Paris 1852) Google Book search, full text